# 伯恩哈德·布里茨
伯恩哈德·布里茨（瑞典語：Bernhard Britz，1906年3月27日—1935年5月31日），瑞典男子自行车运动员。他曾代表瑞典参加1932年夏季奥林匹克运动会自行车比赛，获得男子个人公路赛和男子团体公路赛两枚铜牌。